# نورالدین بونعاس
نورالدین بونعاس (انگلیسی: Noureddine Bounâas؛ زادهٔ ۱۸ اکتبر ۱۹۶۵) بازیکن فوتبال اهل الجزایر بود.
از باشگاه‌هایی که در آن بازی کرده‌است می‌توان به باشگاه فوتبال قسنطینه اشاره کرد.
وی همچنین در تیم ملی فوتبال الجزایر بازی کرده‌است.